# Roberto Curti
Roberto Curti (Parma, 1971) è uno storico del cinema, critico cinematografico e saggista italiano.

## Biografia
È stato tra i primi a tentare un'opera di sistematizzazione e problematizzazione del cinema di genere mondiale (secondo Alberto Pezzotta il primo ad avviare «un'indagine seria e ragionata» sul poliziottesco), con particolare riferimento alla produzione italiana degli anni Sessanta e Settanta e al cinema cosiddetto estremo, caratterizzato da dosi massicce di sesso e violenza, come il cannibal movie, lo splatter e il film snuff. La sua opera composita è caratterizzata da un approccio multidisciplinare e dall'attenzione agli aspetti storici e sociologici relativi ai generi e filoni esaminati: secondo il critico Mauro Gervasini «Curti fa quello che va fatto: utilizza il cinema per parlare d'altro. Di noi, della società, del mondo e della storia».
Dal 2002 collabora a Il Mereghetti. Dizionario dei film. Ha collaborato alle riviste Segnocinema, Cinecritica, e alla webzine canadese Offscreen.  Dal 2000 scrive su Nocturno Cinema, per cui ha curato speciali sul cinema fantastico spagnolo e sul regista Jesús Franco. A partire dal 2009 è redattore del mensile Blow Up dove scrive di cinema, musica e letteratura, e cura una rubrica sul noir e il poliziesco. Assieme ad Alessio Di Rocco cura il blog Visioni proibite, dedicato ad approfondimenti sulla censura cinematografica.  
Dal 2013 collabora con la casa editrice statunitense McFarland, per cui ha pubblicato monografie sul cinema poliziesco italiano, sul cinema gotico italiano (in tre volumi), biografie critiche dei registi Tonino Valerii, Riccardo Freda, Elio Petri, Marco Ferreri e Jesús Franco, il volume Mavericks of Italian Cinema, dedicato a otto figure particolari di cineasti italiani (Pier Carpi, Alberto Cavallone, Riccardo Ghione, Giulio Questi, Brunello Rondi, Paolo Spinola, Augusto Tretti, Nello Vegezzi) e una storia critica del giallo italiano al cinema e in televisione, dal 1929 a oggi. 
Dal 2015 collabora con le case di produzioni Arrow, Mondo Macabro, Indicator, Second Sight, Grindhouse e Radiance Film con saggi allegati alle edizioni in Blu-Ray di numerosi film italiani di genere. 
Si occupa anche di enogastronomia, collaborando al sito del giornalista Luciano Pignataro, con una rubrica su cinema e cibo, e al sito web del Gambero Rosso Channel, e ha pubblicato una biografia dello chef toscano Francesco Bracali edita negli Stati Uniti.
Il suo libro I Vampiri, monografia sul film omonimo di Riccardo Freda, ha vinto nella categoria "Libro dell'anno" per il 2024 nei Rondo Hatton Classic Horror Awards. È il primo italiano ad avere vinto il premio.

## Opere

### Libri
- Corrado Farina (Nocturno Libri, Milano 2000) con Davide Pulici
- Sex and Violence. Percorsi nel cinema estremo (Lindau, Torino 2003; 2007; 2015) con Tommaso La Selva
- (ES) James Coburn. El samurai del Oeste (Diputaciòn de Almería, Almería 2005)
- Italia odia. Il cinema poliziesco italiano (Lindau, 2006)
- Stanley Kubrick – Rapina a mano armata (Lindau, 2007)
- Il mio nome è Nessuno. Lo spaghetti western secondo Tonino Valerii (Unmondoaparte, Roma 2008)
- Demoni e dei. Dio, il diavolo, la religione nel cinema horror americano (Lindau, 2009)
- Rock-o-Rama. Altre contaminazioni tra cinema e rock in 101 film (Tuttle Edizioni, Arezzo 2009)
- Fantasmi d'amore. Il gotico italiano tra cinema, letteratura e tv (Lindau, 2011)
- (EN) Italian Crime Filmography 1968-1980 (McFarland, Jefferson NC 2013)
- Visioni proibite. I film vietati dalla censura italiana (1947-1968) (Lindau, 2014) con Alessio Di Rocco
- Visioni proibite. I film vietati dalla censura italiana (dal 1969 ad oggi) (Lindau, 2015) con Alessio Di Rocco
- (EN) Italian Gothic Horror Films, 1957-1969 (McFarland, Jefferson NC 2015)
- (EN) Diabolika: Supercriminals, Superheroes and the Comic Book Universe in Italian Cinema (Midnight Marquee Press, Parkville MD 2016)
- Hüsker Dü (Tuttle Edizioni, Arezzo 2016)
- (EN) Tonino Valerii: The Films (McFarland, Jefferson NC 2016)
- (EN) Riccardo Freda: The Life and Works of a Born Filmmaker (McFarland, Jefferson NC 2017)
- Paul Roland. Il jukebox del diavolo (Tuttle Edizioni, Arezzo 2017)
- (EN) Italian Gothic Horror Films, 1970-1979 (McFarland, Jefferson NC 2017)
- (EN, ES) The Jess Franco Files, Vol. 1 (Vial Books, Barcellona 2018) con Francesco Cesari
- (GER) Sein Name ist Tonino Valerii (Reinhard Weber, Landshut, 2018)
- (EN) Mavericks of Italian Cinema. Eight Unorthodox Filmmakers, 1940s - 2000s (McFarland, Jefferson NC 2018)
- (EN) Bracali and the Revolution in Tuscan Cuisine (McFarland, Jefferson NC 2018)
- (EN) Italian Gothic Horror Films, 1980-1989 (McFarland, Jefferson NC 2019)
- (EN) Blood and Black Lace (Auteur Publishing, 2019)
- The Replacements. Bastardi senza gloria (Tuttle Edizioni, Arezzo 2021)
- (EN) Elio Petri: Investigation of a Filmmaker (McFarland, Jefferson NC 2021)
- (EN) Italian Giallo in Film and Television: A Critical History (McFarland, Jefferson NC 2022)
- Meat Puppets. I figli del deserto (Tuttle Edizioni, Arezzo 2023)
- (EN) Proibito! A History of Italian Film Censorship, 1913-2021 (McFarland, Jefferson NC 2023)
- (EN) The Films of Jesús Franco, 1953-1966 (McFarland, Jefferson NC 2024) con Francesco Cesari
- (EN) Marco Ferreri. The Films of an Italian Provocateur (McFarland, Jefferson NC 2024)
- (EN) I Vampiri (Midnight Movie Monographs - PS Publishing, Hornsea 2025)

### Articoli
- (EN) Hidden Gialli, in Blood and Black Lace, a cura di Adrian Luther Smith (Stray Cat Publishing, Liskeard, Cornwall 1999)
- (EN) The Tv Movies, in Art of Darkness. The Cinema of Dario Argento, a cura di Chris Gallant (FAB Press, Guildford, Surrey 2000)
- (ES) Tonino Valerii, el mas clásico de los posmodernos, in Nosferatu 41-42. Euro-western, a cura di Carlos Aguilar (Donostia Kultura, San Sebastian 2002)
- (EN) Mario Bava's Legacy, in The Haunted World of Mario Bava, a cura di Troy Howarth (FAB Press, Guildford, Surrey 2002)
- (ES) Quatermass nº6. Antología del cine fantástico británico, a cura di Javier G. Romero (Astiberri, Bilbao 2004)
- Trapianto, consunzione e morte. La malattia, la patologia e la deperibilità nel cinema di Guy Maddin, in Guy Maddin, a cura di Pier Maria Bocchi (Edizioni Cineforum, Bergamo 2004)
- Another time, Another Place, in Agustí Villaronga, a cura di Pier Maria Bocchi (Edizioni Cineforum, Bergamo, 2005)
- Quattro passi nel delirio ovvero le ultime frontiere del “mostruoso”, in Mostruoso. Percorsi della vertigine (audiovisiva), a cura di Massimiliano Spanu (Il Ramo d'oro, Trieste 2007)
- (ES) Come in, Children…, in American Gothic. El cine de terror USA 1968-1980, a cura di Antonio José Navarro (Donostia Kultura, San Sebastian 2007)
- (ES) Sexo y fantástico italiano, in Quatermass nº7. Antología del cine fantástico italiano, a cura di Javier Romero (Retroback, Granada 2008)
- (ES) Encuentros muy, muy cercanos: sexo y cine de ciencia ficción, in El cine de ciencia ficción. Explorando mundos, a cura di Antonio José Navarro (Valdemar, Madrid 2008)
- Un simulacro riconoscibile. Trauma, in Argento vivo. Il cinema di Dario Argento tra genere e autorialità, a cura di Vito Zagarrio (Marsilio, Venezia, 2008)
- Rituali d'amore. Mandiargues e Borowczyk, dalla pagina allo schermo, in Associazioni imprevedibili. Il cinema di Walerian Borowczyk, a cura di Alberto Pezzotta (Lindau, 2009)
- (ES) Fantasmas de amor. El gotico italiano entre literatura, cine y televisión, in Pesadillas en la oscuridad. El cine de terrór gotico a cura di Antonio José Navarro (Valdemar, Madrid 2010)
- Un autore sommerso, in Il lungo respiro di Brunello Rondi, a cura di Stefania Parigi e Alberto Pezzotta (Edizioni Sabinae, Rieti 2010)
- Crudel tiranno amor, in Divi & Antidivi: il cinema di Paolo Sorrentino a cura di Pierpaolo De Sanctis, Domenico Monetti e Luca Pallanch (Laboratorio Gutenberg, Roma 2010)
- Il diabolico Dottor Satana contro le donne dal seno nudo. Jesús Franco e il Belpaese, in Il caso Jesús Franco, a cura di Francesco Cesari (Granviale, Venezia 2010)
- Da “Mussolini ultimo atto” a “Un'isola” (1974-1986), in Carlo Lizzani. Un lungo viaggio nel cinema, a cura di Vito Zagarrio (Marsilio, 2010)
- Le mani legate. Cinema di genere e misteri d'Italia, in Strane storie. Il cinema e i misteri d'Italia, a cura di Christian Uva (Rubbettino, Catanzaro 2011)
- …Eppur si muore. Viaggio in tre movimenti ai confini tra orrore e pornografia, in Il porno espanso. Dal cinema ai nuovi media, a cura di Enrico Biasin, Giovanna Maina, Federico Zecca (Mimesis, Milano 2011) con Tommaso La Selva
- Alberto Cavallone: l'occhio e la carne, in Schermi (H)ardenti. Pornocinema italiano & dintorni, a cura di Saverio Giannatempo (Profondo Rosso, Roma 2012) con Alessio Di Rocco
- (EN) Color Me Blood Yellow: The Italian Giallo from the Page to the Screen, in So Deadly, So Perverse. 50 Years of Italian Giallo, Volume 1: 1963 - 1973, a cura di Troy Howarth (Midnight Marquee Press, Baltimore MD, 2015)
- Vadim e il gotico, in Il cinema di Roger Vadim, a cura di Mario Gerosa (Edizioni Il Foglio, 2015)
- GuerriNoir, in Mino Guerrini. Storia e opere di un arcitaliano, a cura di Rocco Moccagatta e Chiara Grizzaffi (Mimesis, Milano 2022)
- Elio ed Ennio: un affettuoso rapporto, in Ennio Flaiano oltre i luoghi comuni, a cura di Alberto Pezzotta (Mimesis, Milano 2025)